# فرودگاه یواننگ
فرودگاه یواننگ (به انگلیسی: Jwaneng Airport) یک فرودگاه خصوصی با کد یاتا JWA است که یک باند فرود بله دارد و طول باند آن آسفالت متر است. این فرودگاه در کشور بوتسوانا قرار دارد و در ارتفاع ۱۱۸۹ متری از سطح دریا واقع شده است.